# Tsep-Tsa
Ein Tsep-sa oder Tibetisches Kurzschwert ist eine Waffe aus Tibet.

## Beschreibung
Das Tsep-sa hat eine gerade, ein- oder zweischneidige Klinge. Die Klinge wird  bei einschneidigen Versionen vom Heft zum Ort schmaler und hat meist zwei kleine, schmale Hohlschliffe am Klingenrücken. Bei zweischneidigen Versionen ist die Klinge meist glatt. Das Heft besteht aus Holz und/oder Metall und hat meist ein kleines, scheibenförmiges Parier. Als Knauf dient eine einfache Metallkappe, oder er ist aus einem kreuzförmigen Metallstück und dekorativ verziert. Bei manchen Versionen sind das Heft und die Scheiden mit Rochenhaut oder Korallen verziert. Für die Herstellung diente das tibetische Ke-Tri Schwert als Vorbild. Das Tsep-sa wird von Ethnien in Tibet benutzt.